# Clallam County
Clallam County je okres ve státě Washington ve Spojených státech amerických. K roku 2010 zde žilo 71 404 obyvatel. Správním městem okresu je Port Angeles. Celková rozloha okresu činí 6 915 km².